# Jeff Hurd

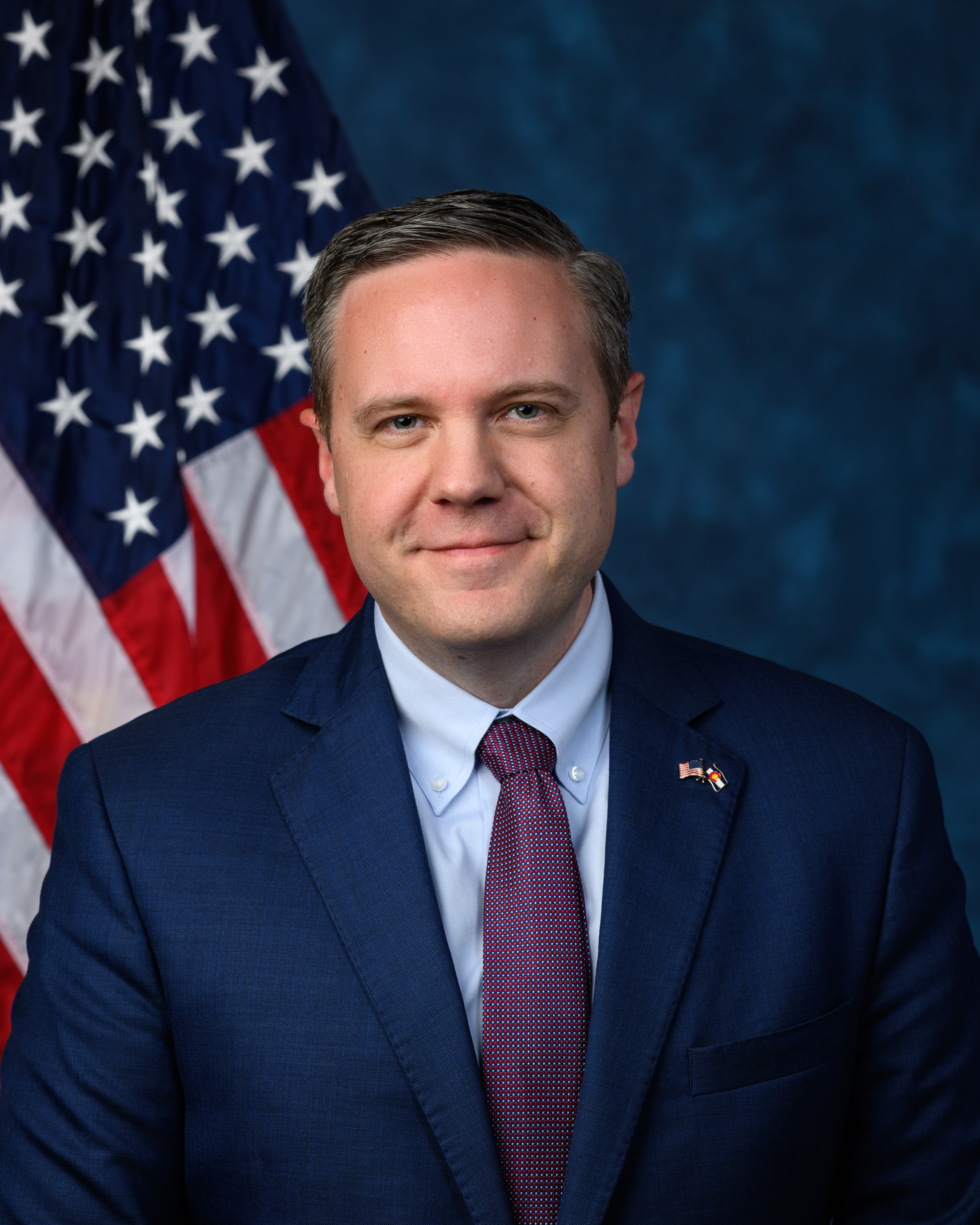
Jeff Hurd (2024)

Jeffrey „Jeff“ Stephen Hurd (* 15. August 1975 in Grand Junction, Colorado) ist ein US-amerikanischer Anwalt und Politiker der Republikanischen Partei. 2024 wurde er im 3. Kongresswahlbezirk Colorados in das Repräsentantenhaus der Vereinigten Staaten gewählt.

## Leben
Jeff Hurd besuchte die High School in Grand Junction (Colorado). Er studierte zunächst an der Notre Dame University und studierte Rechtswissenschaft an der University of Denver und schloss dort 2008 mit dem Juris Doctor ab. Hurd erlangte dann 2010 den Grad eines Master of Laws (LL.M.) an der Columbia University.
Er war dann als Rechtsanwalt tätig, zuletzt innerhalb eines Immobilienunternehmens.
Hurd lebt mit seiner Ehefrau und fünf Kindern in Grand Junction.

## Politik
Hurd meldete seine Kandidatur für die Wahl 2024 an, um Lauren Boebert, die 2022 nur sehr knapp wiedergewählt worden war, in der republikanischen Vorwahl herauszufordern. Als Ken Buck vorzeitig seinen Sitz im konservativeren 4. Kongresswahlbezirk aufgab, entschloss sich Boebert jedoch dort anzutreten. Obwohl demokratische Werbespots den Rechtsaußenkandidaten Ron Hanks, mit der Strategie, ihn als leichter in der Hauptwahl zu schlagenden radikalen Kandidaten aufzubauen, unterstützten, setzte sich der moderatere Establishment-Kandidat Jeff Hurd in der republikanischen Vorwahl mit 41,2 % durch. In der Hauptwahl besiegte Hurd den demokratischen Kandidaten Adam Frisch mit 50,8 % zu 45,8 %.